# Copidosoma australia
Copidosoma australia är en stekelart som beskrevs av Girault 1917. Copidosoma australia ingår i släktet Copidosoma och familjen sköldlussteklar. Inga underarter finns listade i Catalogue of Life.